# Csiatura
Csiatura, grúzul: ჭიათურა, város Grúzia Imereti régiójában, Csiaturai térség közigazgatási központja.

## Földrajz
Csiatura a Csiatura-fennsíkon és a Kvirili folyó keskeny völgyében található, 340-500 méteres tengerszint feletti magasságban, a Gomi - Szacshere - Zesztaponi autópálya mentén. 220 km-re Tbiliszitől (vasúton).
Csiatura meglehetősen nedves tengeri szubtrópusi klímával rendelkezik, mérsékelten hideg telekkel és viszonylag száraz, forró nyarakkal . A levegő átlaghőmérséklete +13 °C, január +2,4 °C, július +23,1 °C, abszolút minimum -20 °C, abszolút maximum +42 °C volt.  A csapadék mennyisége évente 1100 mm.
A város a Kvirili folyó mindkét partján fekszik, és szinte minden oldalról magas, meredek sziklák által körülvett üregben fekszik. Ipari területek veszik körül 2–6 km-es körzetben.

## Történelem
A város keletkezését és további fejlődését a Kvirili folyó völgyében található mangánérc lelőhely alapján kialakult ipar határozta meg. A várost 1879- ben alapították, amikor Akaki Cereteli kezdeményezésére megkezdődött a mangánérc bányászata. Megalakult a Csiatura Fekete Kőbányászati Társaság, amely mangánt bányászott. 1895-ben vasútvonalat fektettek le, amely összeköti Csiatura pályaudvarát Shorapanival . Ebben az időszakban mintegy 6 ezer ember dolgozott Csiaturában, és a mangán részesedése a világexportban 50% volt. A 19. században a Kvirili folyónak csak a jobb partja volt ismert szűk utcácskáiról, amelyek spontán módon, tervezés nélkül keletkeztek. Ezen a részen a történeti fejlődés és az utcahálózat megmaradt.
1892-ben az angolok építették az első teniszpályát Grúziában, Csiaturában. A tenisz fejlődése Grúziában a 19. század végére nyúlik vissza. John Tarsay, az angol Forward and Salinas Chiatura cég menedzsere egy új játékot, a gyeppályás teniszt mutatta be Manganum városában. A kiemelkedő angol teniszező és tanár, Ian Homer, aki Csiaturában dolgozott, emlékirataiban megjegyzi, hogy a Cereteli család és Akaki Cereteli nézte a teniszjátékot. Csiaturából a tenisz elterjedt Tbiliszibe és Batumiba is.
Csiaturát 1921- ben várossá nyilvánították. 1921 óta Csiatura a "Csiaturo" városi ünnepet ünnepli, amelyen híres grúzok és a Csiaturával barátkozó városok képviselői vesznek részt. 1924-ben Grúzia szinte minden nagyvárosában felkelések kezdődtek a szovjet rezsim ellen . Augusztus 28-án Csiaturában is felkelés kezdődött. A lakosságnak 3 napig sikerült visszatartania a Tbilisziből a felkelés leverésére küldött büntető különítményeket, azonban a 4. napon a grúz Központi Végrehajtó Bizottság leverte a felkelést és brutálisan megbüntette a tüntetéseken résztvevőket, mintegy 2000 csiaturai embert lelőttek.
A szovjet időszakban Csiatura köztársasági alárendeltségű város volt és itt volt a Csiaturai Városi Tanács központja. 1954-ben Csiaturában, a városközpont és a Perevisi ipari negyed között épült meg a Szovjetunió első személyszállító felvonója. Chiatura körzetében a személyszállító felvonók száma meghaladja a két tucatot, ami az egyik legmagasabb adat a világon[1]. A Chiatura személyfelvonó projektjeit helyi mérnökök tervezték és építették. Ezen a területen kiemelkedő szakember Giorgi Panculaja volt, akinek tervei során felvonókat építettek Csiaturában és Oroszország más városaiban. 1964-ben Csiaturát trolibuszvonal kötötte össze Szacsherével. Ez volt az első helyközi trolibuszvonal a Grúz Szovjet Szocialista Köztársaságban. A szovjet időszakban új lakónegyedek épültek, köztük Naguti és mások. Lakó-, adminisztratív és középületek épültek, a város bejáratánál pedig emlékművet állítottak a csiaturai büszkeségnek és dicsőségnek (K. Chkheidze építész, V. Topuridze szobrász).
A Zesztaponi - Szacshere vasútvonal egy szakasza Csiaturán halad át, a városban vasútállomás található. A városon keresztül halad át a Zesztaponi-Csiatura-Szacshere-Gomi országos autópálya, amely a legrövidebb úton köti össze Csiaturát Tbiliszivel.

## Gazdaság

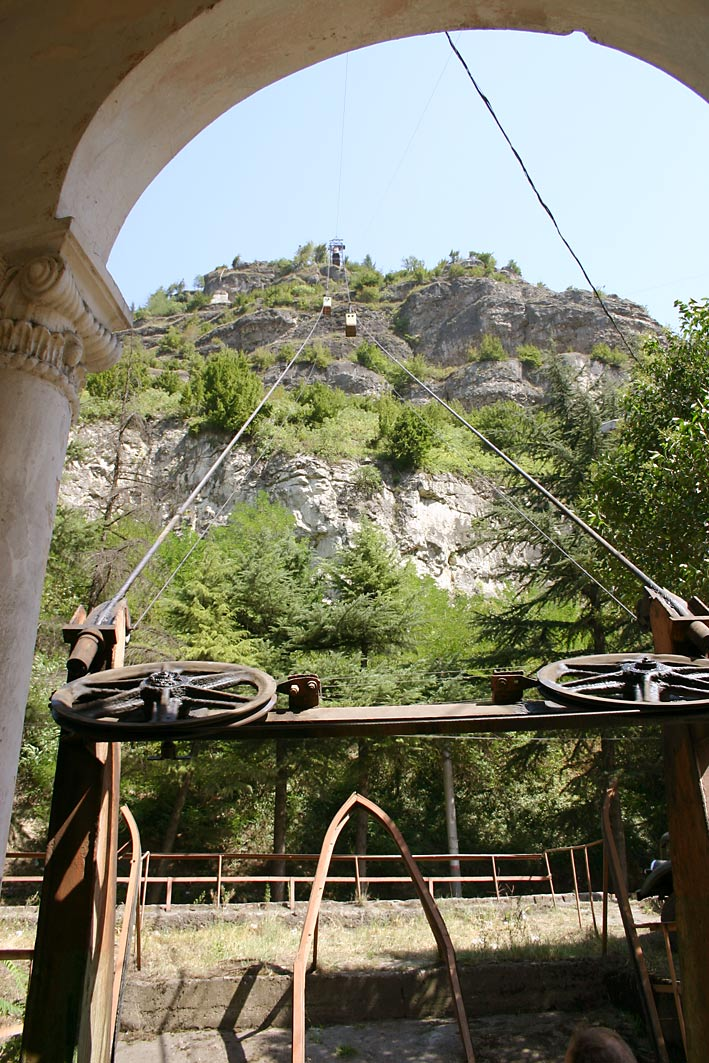
Csiatura Mines felvonó

Csiatura a grúz mangánbányászat és -feldolgozóipar legfontosabb központja. A város fő iparága a Csiatura Mangánbánya, amely 3500 embert foglalkoztat  . Csiatura mangánkoncentrátumot szállít a vasötvözetgyárba . Jelenleg a Csiaturában bányászott mangán Grúzia teljes exportjának jelentős részét képezi. Csiaturában a legjobb minőségű kvarchomokot állítják elő, amelyet épületek homlokzatához lehet felhasználni.
A város helyi közlekedését autóbuszokkal és személyszállító felvonókkal oldották meg, amelyek a város szinte minden kerületét összekötik a központtal.

## Lakosság
| Népszámlálási év | Lakosság | Férfi | Nő |
| ---------------- | -------- | ----- | -- |
| 1989             | 29 000   |       |    |
| 2002             | 13 835   |       |    |
| 2014             | 12 803   |       |    |

## Nyilvános szféra
Csiatura ad otthont a Csiatura és Szacshere egyházmegye rezidenciájának és a katedrálisnak. Az Imervizia regionális televíziós társaság is a városban működik. Chiaturában a következő újságok jelennek meg: "Sashevardno", "Magharoeli" és "Csiatura" (alapítva 1924-ben). A város közelében van egy építészeti emlék - egy középkori vár és "Dzsarbela" barlangok.

### Kultúra
A város kulturális intézményei: Akaki Cereteli Csiatura Drámai Színház,  a mozi, a Rituálék Palotája, a Művészház, a Csiatura Helyismereti Múzeum és a Kultúrpalota. Csiaturában a Kulturális Központban működik egy Színésziskola, a Csangi Állami Tánc- és Énekegyüttes, a Merchali, a Pesvebi és a XXI. néptáncegyüttesek, valamint az Imereti Grúz Népdalegyüttes.
A lakosság minden év szeptember 29-én ünnepli a hagyományos népi ünnepet, a Csiaturo-t, amelyet Csiatura városa napjának szentelnek.

### Oktatás
A város ad otthont a Tbiliszi Állami Egyetem és a Grúz Műszaki Egyetem fiókjainak, egy kommunikációs osztálynak és egy  technikusi állomásnak, valamint a Csiatura Bányászati és Kohászati Intézetnek. A városban 9 állami iskola és egy internátus, 1 magániskola, 1 teológiai iskola,  3 sportiskola, 3 zeneiskola, 2 művészeti iskola, 13 óvoda működik.

### Egészségügy
A város egészségügyi intézményei: városi klinika, szanatórium, járóbeteg szakrendelő, Csiatura-Szacshere régió Fogyatékkal élők és Idősek Orvosi Rehabilitációs Központja, 5 fogászati rendelő, gyermekklinika, szülészet, pszichoneurológiai klinika, masszázsközpont, kádas gyógyfürdő és egy új kórház

### Sport
A városban működik a "Csiatura" futballklub. Vannak futball-, rögbi-, kosárlabda-, tenisz-, ökölvívó-, judo-, szabadfogású birkózó-, görög-római birkózó-, úszó-, karate- és atlétikai iskolák. A városnak van egy 11 700 néző befogadására alkalmas központi stadionja, valamint egy 2500 néző befogadására alkalmas tartalék stadionja is.

## Híres emberek
- Csiaturában születtek:

1. Miheil Vasadze - színész
2. David Gamrekeli  – énekes, zeneszerző
3. Giorgi Csogosvili - matematikus és tanár
4. Akaki (Kako) Bakradze - színész
5. Archil Gomiashvili - színész
6. Juza Gvaladze – tudós, a fizikai és matematikai tudományok doktora
7. Anzor Kavsadze - karmester, énekes-kántor
8. David Kirkitadze – Grúzia parlamenti képviselője, jogtudós
9. Cira Szuknidze – Miss Georgia 2009
10. Grigol Abashidze - grúz költő és prózaíró

- Csiaturában éltek, dolgoztak:

1. Tamar Abashidze - színésznő
2. Kita Abashidze - kritikus, publicista, közéleti és politikai személyiség
3. Valerian Szalikasvili - drámaíró, a Chiatura Drámaszínház egykori igazgatója
4. Alekszandre Imedasvili - színész, a Chiatura Dráma Színház egykori igazgatója
5. Alekszandre Cucunava - színész, rendező, a Chiatura Dráma Színház egykori vezetője
6. Ian Homer – a grúz tenisz alapítója, kitüntetett edző
7. Alekszandre Kavsadze – Lotbar, énekes
8. Grigol Mukhadze - orvos, a tudományos és gyakorlati sebészet egyik alapítója Grúziában.
9. Grigol Tkabladze - színházi és filmszínész
10. Nodar Csacsanidze - színházi és filmszínész
11. Sota Hecuriani – orvos.

## Testvérvárosai
- Keila – Észtország
- Sigulda – Lettország
- Nikopol - Ukrajna
- Murghuli - Törökország
- Birštonas – Litvánia

## Fordítás
Ez a szócikk részben vagy egészben  a(z)   ჭიათურა című grúz Wikipédia-szócikk fordításán alapul.  Az eredeti cikk szerkesztőit annak laptörténete sorolja fel. Ez a jelzés csupán a megfogalmazás eredetét és a szerzői jogokat jelzi, nem szolgál a cikkben szereplő információk forrásmegjelöléseként.